# Browning M2
Кулемет Browning M2 або кулемет Browning .50 калібру — великокаліберний кулемет, розроблений наприкінці Першої світової війни Джоном Браунінгом. Був прозваний Ma Deuce або «калібр 50» (англ. fifty-cal). Дизайн має багато офіційних позначень, зокрема для сучасної піхотної модифікації Browning Machine Gun, Cal. .50, M2, HB, Flexible. Цей кулемет ефективний проти піхоти, неброньованого та легкоброньованого транспорту, човнів та літаків на низьких висотах.
Різноманітні модифікації цього кулемета широко використовувався армією США з 1920-х років по сьогодні, він використовувався протягом Другої світової, Корейської, В'єтнамської, Іракської та інших війнах. Цей кулемет залишається на озброєнні багатьох країн НАТО та ряду інших країн. Він, з дуже нечисленними модифікаціями, залишається у використанні довше за будь-які інші ручні типи озброєння у США. За конструкцією подібний до кулемета Browning Model 1919.
Широко застосовувався в авіації США під час Другої світової війни (Р-40, P-47, P-51). Рекордною для винищувача є установка восьми кулеметів M2 на винищувачі-штурмовику P-47 Thunderbolt. Захисне озброєння «Літаючої фортеці» B-17 складалося з 13 одиниць M2 Browning.
Куля типу .50 BMG менш схильна до впливу вітру, в порівнянні з легшими кулями менших калібрів, тому .50 BMG широко застосовується у великокаліберних снайперських гвинтівках.

## Історія
Кулемети активно використовувалися під час Першої світової війни, і зброя калібру більшого, ніж гвинтівка, почала з’являтися з обох сторін конфлікту. Більші снаряди були потрібні для ураження броні, яку вводили на поле бою, як на землі, так і в повітрі. Німеччина представила літак Junkers J.I, чия броня могла зробити неефективними авіаційні кулемети, які використовували звичайні гвинтівкові боєприпаси, такі як .30-06. Отже, командувач американських експедиційних сил генерал Джон Дж. Першинг попросив кулемет більшого калібру. Першинг звернувся до департаменту армійського боєприпасу з проханням розробити кулемет з калібром не менше 12,7 мм і початковою швидкістю не менше 820 м/с. 
Приблизно в липні 1917 року Джон Браунінг почав переробку свого кулемета .30-06 M1917 для створення більшого та потужнішого патрона. Вінчестер працював над патроном, який був збільшеною версією .30-06. Вінчестер спочатку додав обідок до патрона, оскільки компанія хотіла використовувати патрон у протитанковій рушниці, але Першинг наполіг на тому, щоб патрон був без оправи. Перший кулемет калібру .50 пройшов випробування 15 жовтня 1918 року. Він стріляв зі швидкістю менше 500 пострілів на хвилину, а початкова швидкість становила лише 700 м/с. Були обіцяні покращення набоїв. Кулемет був важким, важким для керування, стрілял занадто повільно для протипіхотної ролі, та була недостатньо потужною проти броні. 
Під час розробки 50-го калібру було захоплено кілька протитанкових рушниць Mauser 1918 T-Gewehr калібру 13,2×92 мм та боєприпаси до них. Німецькі снаряди калібру 13,2 мм мали початкову швидкість 820 м/с, кулю вагою 52 г і могли пробивати броню товщиною 25 мм на відстані 230 м. Вінчестер удосконалив набій калібру .50, щоб мати аналогічні характеристики. Зрештою, початкова швидкість склала 840 м/с. 
Зусилля Браунінга та Фреда Т. Мура призвели до створення кулемета M1921 Browning із водяним охолодженням калібру .50 та авіаційної версії. Ці рушниці використовувалися експериментально з 1921 по 1937 рік. Вони мали полегшені стволи і подачу боєприпасів тільки з лівого боку. Експлуатаційні випробування викликали сумніви щодо того, чи будуть гармати придатними для використання в літаках або для зенітної установки. Для наземної техніки розглядався важкий ствол М1921. 
Джон М. Браунінг помер у 1926 році. Між 1927 і 1932 роками С.Х. Грін вивчав проблеми конструкції M1921 і потреби збройних сил. Результатом стала єдина конструкція ствольної коробки, яку можна було перетворити на сім типів кулеметів калібру .50 за допомогою різних оболонок, стволів та інших компонентів. Нова ствольна коробка допускала праву або ліву бічну подачу. У 1933 році Colt виготовив кілька прототипів кулеметів Browning (включаючи те, що буде відомо як M1921A1 і M1921E2). За підтримки ВМС Colt почав виробництво M2 у 1933 році. FN Herstal (Fabrique Nationale) виробляє кулемет М2 з 1930-х років. Іншими поточними виробниками є General Dynamics, U.S. Ordnance та Ohio Ordnance Works Inc. 
Варіант без водяної сорочки, але з більш товстим стволом з повітряним охолодженням отримав позначення M2 HB (HB для Heavy Barrel). Додана маса та площа поверхні важкого ствола дещо компенсували втрату водяного охолодження, одночасно зменшивши обсяг і вагу: M2 важить 55 кг з водяною сорочкою, але M2 HB важить 38 кг. Через тривалу процедуру заміни ствола була розроблена вдосконалена система під назвою QCB (quick change barrel). Також була розроблена легка «Армія/ВМС» з префіксом AN/M2 «легкоствольна» версія Браунінга М2 вагою 27 кг, яка стала стандартним авіаційним кулеметом .50 калібру часів Другої світової війни. для американських військових літаків майже всіх типів, що легко замінює власну конструкцію кулемета Браунінга з повітряним охолодженням калібру .30 у майже всіх американських авіаційних установках. 

## Модифікації
Браунінг М2 (Browning M2) з водяним охолодженням
- Довжина 1 666 мм
- Вага без набоїв 45,35 кг
- Ствол 1 143 мм, 8 нарізів (правосторонні)
- Живлення: ланкова стрічка на 110 набоїв
- Темп стріляння 600 пострілів/хв
- Дульна швидкість 884 м/с

Браунінг М2 (Browning M2) з повітряним охолодженням
- Довжина 1 147 мм
- Вага без набоїв 29,53 кг
- Ствол 914 мм, 8 нарізів (правосторонні)
- Живлення: ланкова стрічка на 110 набоїв
- Темп стріляння 800 пострілів/хв
- Дульна швидкість 884 м/с

Браунінг М2ХБ (Browning M2HB)
- Довжина 1 653 мм
- Вага

– 38,22 кг без набоїв
– 58,6 кг з верстатом
- Дуло 1 143 мм, 8 нарізів (правосторонні)
- Живлення: ланкова стрічка на 110 набоїв
- Темп стріляння 500 пострілів/хв
- Дульна швидкість 898 м/с

Canik M2 QCB - це модифікація кулемета Browning M2HB, розроблена турецькою компанією CANiK. QCB означає "Quick Change Barrel" - "швидкозмінний ствол". 
Основною відмінністю CANiK M2 QCB від M2HB є наявність швидкознімного ствола. Це дозволяє швидко замінити ствол, який може перегрітися під час тривалої стрільби. CANiK M2 QCB також має більш компактну конструкцію, ніж M2HB, що полегшує його транспортування та використання.
Основні характеристики CANiK M2 QCB:
- Калібр: 12,7x99 мм
- Скорострільність: 485-635 пострілів на хвилину
- Довжина ствола: 1143 мм
- Маса: 42 кг
- Довжина: 1620 мм
- Висота: 695 мм
- Ширина: 202 мм

CANiK M2 QCB може використовуватися для ураження цілей на відстані до 2000 метрів. Він може використовуватися для ведення вогню по живій силі, легкоброньованій техніці та повітряним цілям.

## Бойове застосування

### Російсько-українська війна
На тлі російського вторгнення в Україну 2022 року уряд Італії 28 лютого оголосив про відправку зброї в Україну, зокрема кулеметів M2. Кулемети надаються в рамках приєднання Італії до списку країн ЄС, які надсилають зброю в Україну. Крім того, італійський уряд передав кулемети MG 42/59 — італійський єдиний кулемет, створений на базі MG-3.
2 жовтня 2023 року стало відомо, що Україна замовила сотні турецьких кулеметів Canik M2 QCB. Туреччина постачає Україні великокаліберні кулемети й уже поставила понад 600 одиниць, розповіли джерела британського видання Middle East Eye.

## Оператори
- США
- Афганістан
- Німеччина
- Аргентина
- Австралія
- Австрія
- Бельгія
- Боснія і Герцеговина
- Бразилія
- Камбоджа
- Канада
- Колумбія
- Чилі
- Південна Корея
- Хорватія
- Данія
- Іспанія
- Франція
- Індія
- Ірландія
- Ісландія
- Ізраїль
- Японія
- Малайзія
- Мексика
- Норвегія
- Нова Зеландія
- Нідерланди
- Парагвай
- Португалія
- Велика Британія
- ПАР
- Швеція
- Швейцарія
- Таїланд
- В'єтнам
- Венесуела
- Україна — на тлі російського вторгнення в Україну 2022 року уряд Італії 28 лютого оголосив про відправку зброї в Україну, зокрема кулеметів M2[8].

## Галерея

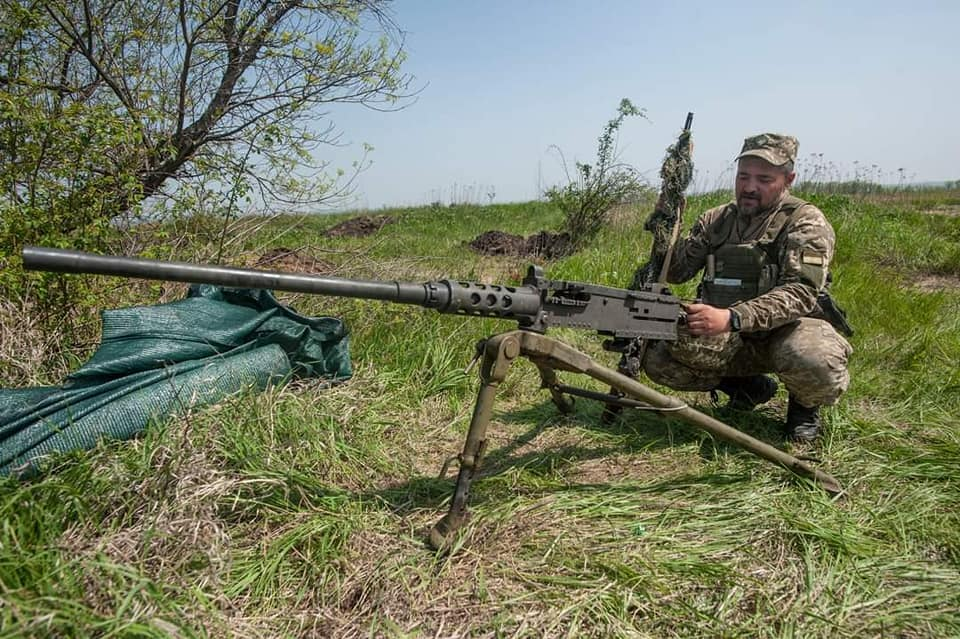
Український солдат із M2 в 2022
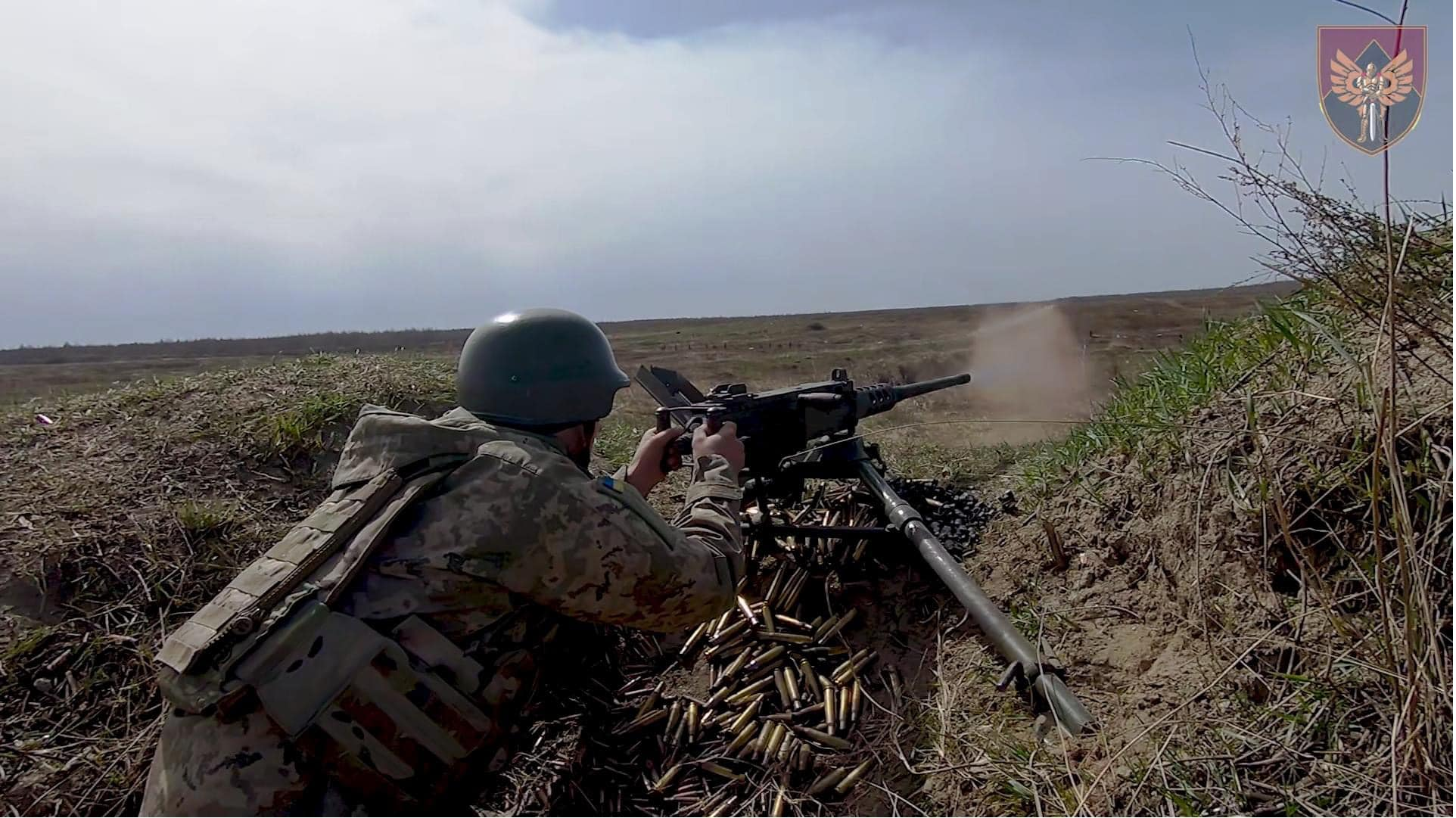
Боєць 46 ОДШВБр, травень 2022